# Cynorta calycina
Cynorta calycina is een hooiwagen uit de familie Cosmetidae.